# Otoque Occidente
Otoque Occidente è un comune (corregimiento) della Repubblica di Panama situato nel distretto di Taboga, provincia di Panama. Si estende su una superficie di 2 km² e conta una popolazione di 262 abitanti (censimento 2010).